# كاي نيشينا
كاي نيشينا (仁科 賀恵) (مواليد 7 ديسمبر 1972)، هي لاعبة كرة قدم كانت تلعب كمدافع. ولعبت مع منتخب اليابان لكرة القدم للسيدات.

## وصلات خارجية
- كاي نيشينا على موقع الاتحاد الدولي (مؤرشف)  (الإنجليزية)
- كاي نيشينا على موقع قاعدة بيانات كرة القدم.إي يو (الإنجليزية)
- كاي نيشينا على موقع Soccerway.com (الإنجليزية)
- كاي نيشينا على موقع عالم كرة القدم.نت (الإنجليزية)
- كاي نيشينا على موقع أوليمبيديا (الإنجليزية)